# Închisorile din România comunistă
După instaurarea regimului comunist, multe dintre închisorile din România au devenit centre de detenție politică. Pitești, Aiud, Jilava, Sighet – toate aceste locuri au intrat în istorie pentru torturile și metodele de reeducare practicate. Cel mai cunoscut este Experimentul Pitești (1949–1952), în care deținuții erau forțați să se tortureze reciproc. În închisori erau închiși preoți, intelectuali, țărani care refuzau colectivizarea, elevi și studenți. Condițiile erau inumane: frig, foame, lipsă de igienă, umilințe zilnice. Scopul regimului era de a zdrobi rezistența psihică și fizică a opozanților. După 1964, mulți deținuți politici au fost eliberați, dar supravegherea lor a continuat mulți ani.